# Milly (Manche)
Milly ist eine Ortschaft und eine ehemalige französische Gemeinde mit 326 Einwohnern (Stand: 1. Januar 2022) im Département Manche in der Region Normandie. Sie gehörte zum Arrondissement Avranches und zum Kanton Saint-Hilaire-du-Harcouët.
Mit Wirkung vom 1. Januar 2016 wurden die früheren Gemeinden  Chèvreville, Martigny, Milly und Parigny zu einer Commune nouvelle mit dem Namen Grandparigny fusioniert und haben in der neuen Gemeinde den Status einer Commune déléguée. Der Verwaltungssitz befindet sich im Ort Parigny.

## Geografie
Milly liegt etwa 57 Kilometer südsüdöstlich von Saint-Lô und etwa 26 Kilometer ostsüdöstlich von Avranches an der Sélune.

## Sehenswürdigkeiten
- Kirche Saint-Pierre aus dem 16. Jahrhundert, Monument historique
- Schloss Milly aus dem 18./19. Jahrhundert
- Schloss Coquerel aus dem 19. Jahrhundert

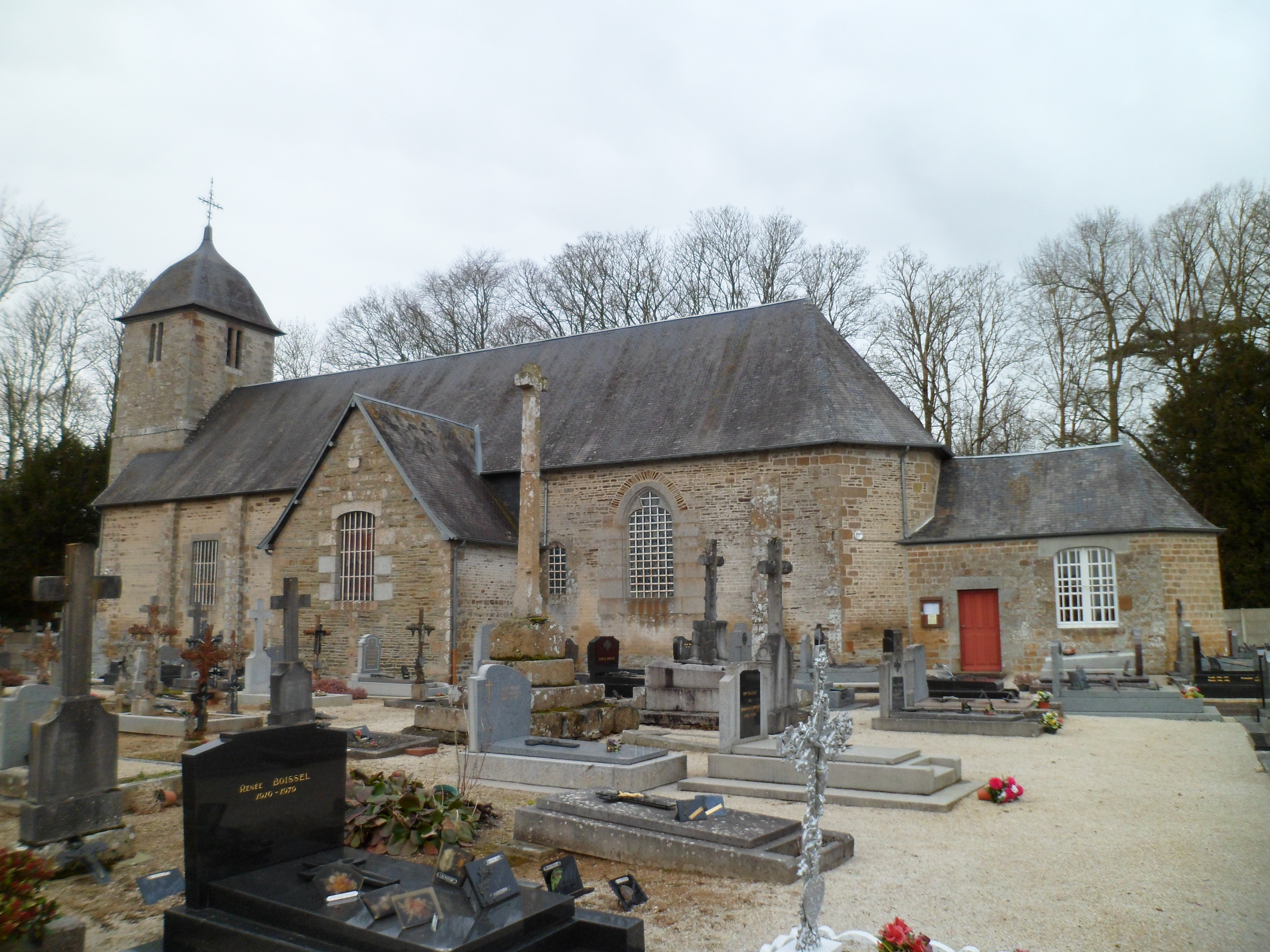
Kirche Saint-Pierre